# Píritu (Portuguesa)
Pour les articles homonymes, voir Píritu.
Píritu est le chef-lieu de la municipalité d'Esteller dans l'État de Portuguesa au Venezuela. Autour de la ville s'articule la division territoriale et statistique de Capitale Esteller.